# 𐞣
Cette page contient des caractères spéciaux ou non latins. S’ils s’affichent mal (▯, ?, etc.), consultez la page d’aide Unicode.
𐞣, appelée petite capitale oe en exposant, petite capitale oe supérieur ou lettre modificative petite capitale oe, est un symbole phonétique utilisé dans certaines variantes non standard de l’alphabet phonétique international. Il est formé de la lettre petite capitale oe ‹ ɶ › mise en exposant.

## Utilisation
Dans certaines variantes de l’alphabet phonétique international non standard, la petite capitale oe en exposant est utilisé pour représenter des diphtongues. En 1968, Thomas Gay recommande d’utiliser le symbole en exposant pour la deuxième partie mineure des diphtongues.

## Représentations informatiques
La lettre modificative petite capitale oe peut être représenté avec les caractères Unicode suivants (Latin étendu – F) :
| formes       | représentations | chaînes de caractères | points de code | descriptions                                     | note                            |
| ------------ | --------------- | --------------------- | -------------- | ------------------------------------------------ | ------------------------------- |
| modificative | 𐞣               | 𐞣                     | U+107A3        | lettre modificative minuscule petite capitale oe | codé pour le symbole phonétique |